# A'ana
A'ana is een district in Samoa op het eiland Upolu.
A'ana telt 20.167 inwoners op een oppervlakte van 193 km².